# Badiraguato kommun
Badiraguato är en kommun i Mexiko.   Den ligger i delstaten Sinaloa, i den västra delen av landet, 1 100 km nordväst om huvudstaden Mexico City. Antalet invånare är 31 821. Arean är 5 865 kvadratkilometer.
Terrängen i Badiraguato är bergig åt nordost, men åt sydväst är den kuperad.
Följande samhällen finns i Badiraguato:
- Badiraguato
- Sitio de Abajo
- San Javier de Abajo
- El Triguito
- El Rincón de los Montes
- Camotete
- Palmar de los Ríos
- Carricitos
- El Huejote
- Arroyo Seco
- Llano de los Rochín
- Las Higueras del Tecuán
- Potrerillo
- Rincón de los López
- El Jacal
- Cortijos de Guatenipa
- San José de la Puerta
- El Saucito
- Batacomito
- Los Pacheco
- Potrero de la Vainilla
- Los Laureles
- Rancho Viejo de los Velázquez
- El Tepehuán
- El Frijolar
- Santa Rosa
- Potrerillos
- Plan Grande
- Calabazas
- Lo de Gabriel
- El Trigo
- El Álamo
- Las Juntas
- La Calera
- Santa María
- La Tuna
- La Pitahayita
- La Palma